# Andrew Wiles
Andrew John Wiles, född 11 april 1953 i Cambridge i England, är en brittisk matematiker som är professor vid Princeton University i USA.
Andrew Wiles bestämde sig redan vid 10 års ålder för att bevisa Fermats stora sats, vilket han i juli 1993 tillkännagav att han lyckats med. Han hade då sju års intensivt arbete bakom sig och hade bland annat tagit sig fram till lösningen genom att använda Taniyama–Shimuras sats, som på den tiden kallades "Taniyama–Shimura-Weils förmodan" och av många matematiker ansågs som olöslig. Beviset för Fermats stora sats visade sig dock innehålla ett fel som det tog över ett år att komma till rätta med, men 1995 kunde han publicera Modular elliptic curves and Fermat's Last Theorem där det felfria beviset presenterades. Beviset som Wiles presenterade är väldigt omfattande och kan omöjligen vara samma lösning som Fermat kan ha hänvisat till, detta då Wiles bevis omfattar matematik som inte var känd under Fermats livstid. Ytterst få matematiker har satt sig in i detta otroligt komplicerade bevis. Historien finns beskriven i boken Fermats gåta av Simon Singh. 

## Utmärkelser
Andrew Wiles har tilldelats den belöning som Franska vetenskapsakademin redan 1823 utfäste för problemets lösning. Han har också tilldelats 2016 års Abelpris för beviset av Fermats stora sats. Wiles har också erhållit flera andra utmärkelser.
Asteroiden 9999 Wiles är uppkallad efter honom.